# Кадута (Сијена)
Кадута је насеље у Италији у округу Сијена, региону Тоскана.
Према процени из 2011. у насељу је живело 23 становника. Насеље се налази на надморској висини од 174 м.